# Huluvare, Hassan
Huluvare là một làng thuộc tehsil Hassan, huyện Hassan, bang Karnataka, Ấn Độ.